# إلون فارنزورث
إلون فارنزورث هو محامي وقاضي وسياسي أمريكي، ولد في 2 فبراير 1799 في وودستوك في الولايات المتحدة، وتوفي في 24 مارس 1877 في ديترويت في الولايات المتحدة.